# Krawcowa z Madrytu
Krawcowa z Madrytu (El tiempo entre costuras) – hiszpański serial telewizyjny emitowany w latach 2013–2014 na kanale Antena 3. Adaptacja powieści o tym samym tytule autorstwa Marii Dueñas. W roli głównej wystąpiła Adriana Ugarte. Zdjęcia kręcono w Hiszpanii (Madryt, Guadalajara, Toledo), Portugalii (Lizbona, Estoril, Cascais) i Maroku (Tanger, Tetuan).

## Obsada

### Główna
- Adriana Ugarte jako Sira Quiroga/Aris Agoriuq
- Peter Vives jako Marcus Logan
- Hannah New jako Rosalinda Fox
- Tristán Ulloa jako Juan Luis Beigbeder
- Elvira Mínguez jako Dolores Quiroga
- Filipe Duarte jako Manuel Da Silva

### Drugoplanowa
- Rubén Cortada jako Ramiro Arribas
- Raúl Arévalo jako Ignacio
- Mari Carmen Sánchez jako Candelaria „La Matutera”
- Alba Flores jako Jamila
- Carlos Santos jako Félix Aranda
- Francesc Garrido jako Claudio Vázquez
- João Lagarto jako João
- Elena Irureta jako Doña Manuela
- Pepa Rus jako Paquita
- Carlos Olalla jako Gonzalo Alvarado
- Ben Temple jako Alan Hillgarth
- David Venancio Muro jako Inspector Palomares
- Tessa Dóniga jako Dora
- Valeria Racu jako Martina

### Epizodyczna
- Jimmy Shaw jako Peter Fox
- Ana Milán jako Berta Sterling
- Enrique Arce jako Andrés Cordero
- Aurora Maestre jako Doña Encarna
- Nerea Barros jako Beatriz Oliveira
- Andreas Prittwitz jako Bernhardt
- Eleazar Ortiz jako Serrano Suñer
- María Alfonsa Rosso jako Benita
- Teresa Lozano jako Sagrario
- Empar Ferrer jako Herminia
- Álex Molero jako Juanito
- Xosé Manuel Olveira jako Don Anselmo
- Maggie Civantos jako Maniate
- Ana del Rey jako Pepa

## Wersja polska
W Polsce serial emitowany był w TVP1. Pierwszy odcinek wyemitowano 13 marca 2018 o godz. 22:30. Ostatni odcinek wyemitowano 26 czerwca 2018 o godz. 11.00. W wersji polskiej wyemitowano 17 odcinków.

## Ścieżka dźwiękowa
Ścieżka dźwiękowa serialu. Twórcą muzyki jest César Benito.
- 1 Tema de Sira 3:00
- 2 Madrid, 1922 5:28
- 3 Una máquina de escribir 0:55
- 4 Sus pupilas clavadas en las mías 4:40
- 5 Mi madre y yo, dos extrañas 3:17
- 6 En Marruecos 4:02
- 7 Al borde del abismo 4:03
- 8 Candelaria “La Matutera” 1:46
- 9 Trapicheos y contrabando 2:57
- 10 L’Atelier 1:48
- 11 Entre costuras 1:38
- 12 La distinguida y elegante Rosalinda Fox 2:49
- 13 El falso Delphos 1:20
- 14 La sombra del Tercer Reich 2:32
- 15 Amor entre guerras 1:54
- 16 Tensión en el Protectorado español 2:39
- 17 Agente Agoriuq 2:11
- 18 Conspiración británica 2:06
- 19 Nas ruas de Lisboa 2:49
- 20 Misión: Escapar 5:34
- 21 Modista, espía, amante y mujer 2:02
- 22 La muerte en cada esquina 1:29
- 23 Los ecos de la guerra 2:38
- 24 Lección de vida 4:01
- 25 Final abierto (Tema de Sira) 2:14

## Spis serii
| Seria | Odcinki   | Odcinki | Premierowa emisja    | Premierowa emisja | Premierowa emisja | Premierowa emisja |
| Seria | Hiszpania | Polska  | Rozpoczęcie          | Zakończenie       | Rozpoczęcie       | Zakończenie       |
| ----- | --------- | ------- | -------------------- | ----------------- | ----------------- | ----------------- |
| 1     | 11        | 17      | 21 października 2013 | 20 stycznia 2014  | 13 marca 2018     | 26 czerwca 2018   |

## Lista odcinków wersji hiszpańskiej

### Sezon 1
| Nr | Tytuł oryginalny                    | Reżyseria                           | Scenariusz                     | Data premiery        | Oglądalność       | Data premiery wersji rozszerzonej |
| -- | ----------------------------------- | ----------------------------------- | ------------------------------ | -------------------- | ----------------- | --------------------------------- |
| 1  | Amor y otras verdades               | Iñaki Mercero                       | Susana López, Carlos Montero   | 21 października 2013 | 5 018 000 (25,5%) | 20 lipca 2015                     |
| 2  | El camino más difícil               | Iñaki Mercero                       | Susana López, Carlos Montero   | 28 października 2013 | 5 103 000 (26,9%) | 27 lipca 2015                     |
| 3  | La felicidad de unos cuantos        | Iñaki Mercero                       | Susana López, Carlos Montero   | 4 listopada 2013     | 5 093 000 (26,2%) | 3 sierpnia 2015                   |
| 4  | Escrito en las estrellas            | Iñaki Mercero                       | Susana López, Alberto Grondona | 11 listopada 2013    | 4 803 000 (24,6%) | 10 sierpnia 2015                  |
| 5  | El sol siempre vuelve a salir       | Iñaki Mercero                       | Susana López, Alberto Grondona | 18 listopada 2013    | 4 688 000 (24,7%) | 17 sierpnia 2015                  |
| 6  | Espionaje                           | Iñaki Mercero                       | Susana López, Alberto Grondona | 25 listopada 2013    | 4 733 000 (25,4%) | 24 sierpnia 2015                  |
| 7  | Un refugio en mitad de la tormenta  | Norberto López Amado                | Susana López, Alberto Grondona | 2 grudnia 2013       | 4 455 000 (23,3%) | 31 sierpnia 2015                  |
| 8  | El resto de nuestros días           | Norberto López Amado                | Susana López, Alberto Grondona | 9 grudnia 2013       | 4 687 000 (24,3%) | 7 września 2015                   |
| 9  | Los fantasmas del pasado            | Iñaki Mercero                       | Susana López, Alberto Grondona | 16 grudnia 2013      | 4 877 000 (26,5%) | 14 września 2015                  |
| 10 | Los cuentos que no saben qué contar | Iñaki Mercero                       | Susana López, Alberto Grondona | 13 stycznia 2014     | 5 014 000 (25,2%) | 14 września 2015                  |
| 11 | Regreso al ayer                     | Norberto López Amado, Iñaki Mercero | Susana López, Alberto Grondona | 20 stycznia 2014     | 5 536 000 (27,8%) | 21 września 2015                  |

### Odcinki specjalne
| Nr | Tytuł oryginalny                  | Data premiery    | Oglądalność       |
| -- | --------------------------------- | ---------------- | ----------------- |
| S1 | Especial El tiempo entre costuras | 6 stycznia 2014  | 959 000 (13,2%)   |
| S2 | Siete días entre costuras         | 20 stycznia 2014 | 1 274 000 (18,4%) |

## Lista odcinków wersji polskiej
| Nr | Polski tytuł                  | Data premiery    |
| -- | ----------------------------- | ---------------- |
| 1  | Między uczuciem a powinnością | 13 marca 2018    |
| 2  | Niepomyślne wiatry            | 20 marca 2018    |
| 3  | Niebezpieczna misja           | 3 kwietnia 2018  |
| 4  | Małe atelier Siry             | 10 kwietnia 2018 |
| 5  | Nowa miłość Siry              | 17 kwietnia 2018 |
| 6  | Ważne informacje              | 24 kwietnia 2018 |
| 7  | Rozterki Rosalindy            | 8 maja 2018      |
| 8  | Kradzież                      | 15 maja 2018     |
| 9  | Powrót do Madrytu             | 22 maja 2018     |
| 10 | Podejrzenia                   | 29 maja 2018     |
| 11 | Wystawny bal                  | 5 czerwca 2018   |
| 12 | Pechowa wizyta                | 11 czerwca 2018  |
| 13 | Namolny szofer                | 12 czerwca 2018  |
| 14 | Wzajemna pomoc                | 18 czerwca 2018  |
| 15 | Przyjęcie u Da Silvy          | 19 czerwca 2018  |
| 16 | Zdemaskowana                  | 25 czerwca 2018  |
| 17 | Wspólna przyszłość            | 26 czerwca 2018  |

## Nagrody i nominacje

### Fotogramas de Plata
| Rok  | Kategoria                     | Osoba          | Wynik   |
| ---- | ----------------------------- | -------------- | ------- |
| 2013 | Najlepsza aktorka telewizyjna | Adriana Ugarte | Wygrana |

### Premios Ondas
| Rok  | Kategoria                                        | Osoba          | Wynik   |
| ---- | ------------------------------------------------ | -------------- | ------- |
| 2014 | Najlepsza interpretacja kobieca fikcji narodowej | Adriana Ugarte | Wygrana |

### Premios Iris
| Rok  | Kategoria                                  | Osoby                                                              | Wynik     | Źródło |
| ---- | ------------------------------------------ | ------------------------------------------------------------------ | --------- | ------ |
| 2014 | Najlepsza fikcja                           | –                                                                  | Wygrana   | [ 36 ] |
| 2014 | Najlepsza reżyseria                        | –                                                                  | Wygrana   | [ 36 ] |
| 2014 | Najlepsza aktorka                          | Adriana Ugarte                                                     | Wygrana   | [ 36 ] |
| 2014 | Najlepszy aktor                            | Peter Vives                                                        | Nominacja | [ 36 ] |
| 2014 | Najlepszy operator obrazu i światła        | Juan Molina Temboury                                               | Wygrana   | [ 36 ] |
| 2014 | Najlepszy dyrektor artystyczny i scenograf | Luis Vallés i Bina Daigeler                                        | Wygrana   | [ 36 ] |
| 2014 | Najlepsza produkcja                        | Gregorio Quintana, Emilio Pina, Ángeles Caballero i Reyes Baltanás | Wygrana   | [ 36 ] |
| 2014 | Najlepsza muzyka telewizyjna               | César Benito                                                       | Wygrana   | [ 36 ] |

### Premios Zapping
| Rok  | Kategoria         | Osoba          | Wynik     | Źródło |
| ---- | ----------------- | -------------- | --------- | ------ |
| 2014 | Najlepszy aktor   | Tristán Ulloa  | Wygrana   | [ 37 ] |
| 2014 | Najlepszy aktor   | Peter Vives    | Nominacja | [ 37 ] |
| 2014 | Najlepsza aktorka | Adriana Ugarte | Nominacja | [ 37 ] |